# 朝鮮教育令
朝鮮教育令（日语：朝鮮教育令 (ちょうせんきょういくれい?)
 旧字体：朝鮮敎育令）是日本帝國在朝鮮日治時期於朝鮮全境內所頒布的教育勅令。
它是由朝鲜总督府考量到朝鮮殖民地的特殊環境及條件而制定和颁布。

## 第一次朝鮮教育令
最初的《朝鮮教育令》（明治44年8月24日敕令第229号）於1911年（明治44年）8月24日公布（即日韓合併的翌年）。
其施行日期由朝鮮總督決定（附則第1項），並根據明治44年10月20日朝鮮總督府令第109號，該法令自同年11月1日起正式施行。 
該法令共分為兩章（包含第1章「綱領」與第2章「學校」），共包含30條規定。其教育方針依據《教育敕語》的精神，以培養忠誠善良的國民為教育的根本宗旨。該法令將教育機構大致分為「普通教育」、「實業教育」和「專門教育」三種類型。
此外，該法令的適用對象僅限於「朝鮮境內的朝鮮人教育」（第1條），並不適用於內地人（即日本本土出身者）。

### 普通教育
其目的是教授一般知識與技能，並培養作為日本國民的品格，以及推廣國語（日語）。而為實施普通教育，設立了普通學校、高等普通學校及女子高等普通學校。
普通学校
修業年限为4年（可缩短为3年）， 8岁以上即可入学。
高等普通學校
修業年限为4年，入学要求为年满12周岁以及普通学校毕业（4年制）的男性。
官立（國立）的高等普通学校可以另外设立師範科或教員速成科招收畢業生。
- 師範科：修業年限为一年，仅限四年制高等普通学校毕业生可入学。
- 教員速成科 - 修業年限为一年以内，入学资格为年满16岁并完成两年高等普通学校教育者。

女子高等普通學校
修業年限為3年（比男子短1年），入學資格為普通學校（4年）畢業且年滿12歲的女子。
可設立技藝科（限12歲以上女子，就讀期限不超過3年），並允許在官立（國立）女子高等普通學校內設置師範科（入學資格為女子高等普通學校的畢業生，修業年限為1年）。

### 實業教育
其目的是教授與农业、商业和工业等相關的知識與技能。作為實施實業教育的學校，設立了實業学校（第20～24條），並將其分為農業學校、商業學校、工業學校及簡易實業學校。
實業學校的修業年限為2年至3年，入學資格為普通學校（4年）畢業且年滿12歲者。至於簡易實業學校的修業年限及入學資格，則由朝鮮總督另行規定。

### 專門教育
為教授高等學術與技藝，實施專門教育的學校，因而設立了專門學校（第26、27條）。
專門學校的修業年限為3年至4年，入學資格為高等普通學校畢業且年滿16歲者。

## 第二次朝鮮教育令
第二次《朝鮮教育令》廢除了第一次《朝鮮教育令》，於1922年（大正11年）2月6日公布，並於同年4月1日施行。此法令後來經過全面修訂，成為第三次《朝鮮教育令》（昭和13年3月4日敕令第103號）（詳見後述）。

### 與第一次教育令的差異
- 其適用對象改為「朝鮮境內的教育」（第1條），即代表該法令將不僅限於朝鮮人使用，也包括內地人（日本本土出身者）。然而，通過新劃定的「國語為常用語者」的法條規範，在實質上仍保留了區別對待。
- 對於以國語為常用語者，其普通教育依據《小學校令》《中學校令》《高等女學校令》進行，並分別在小學校、中學校和高等女學校內實施。
- 對於不是以國語為常用語的学生，則由普通学校、高等普通学校和女子高等普通学校提供普通教育。 [2]
- 普通学校、高等普通学校、女子高等普通学校的修业年限和入学资格与小学校・中学校・高等女学校统一。

普通学校
学制为六年（可缩短为五年或四年），六岁以上学生即可入学。可开设高等科（学制2年）及補習科（補校）。
高等普通学校
学制为五年，入学要求为年满十二周岁、受过六年制正规学校教育毕业的男性。也可以开设補習科。
女子高等普通学校
学制为五年或四年（视当地情况可缩短为三年），入学资格仅限于六年制普通学校毕业的十二岁以上女孩（学制三年的女子高中，入学资格须为普通学校高年级毕业）。也可以开设補習科。
- 實業教育，由《實業學校令》規範；而專門教育，則由《專門學校令》規範。
- 增加了有關大學教育及其預備教育的規定，並由《大學令》規範。
- 增加有关師範教育和师范学校的规定。
  - 將小學校教員的培養設為「第1部」，普通學校教員的培養設為「第2部」進行區分。
  - 修業年限 - 男子為6年（普通科5年、演習科1年），女子為5年（普通科4年、演習科1年）。
  - 入學資格 - 普通科的情況為畢業於尋常小學校且年滿12歲以上者；演習科的情況為普通科修了者，或中學校或修業年限4年的高等女學校的畢業者。
  - 可設置特科（修業年限：3年或2年，入學資格：修業年限2年的高等小學校畢業者）。
  - 可設置研究科與講習科（但僅有特科的師範學校不得設置研究科）。
  - 在師範學校內設置附屬小學校和附屬普通學校（也可以使用公立小學校和普通學校作為替代）。
  - 師範學校設為官立（國立）或公立，公立師範學校僅限於以道的地方費用方可設立。
  - 也可以在官立的高等普通學校或女子高等普通學校內附設師範學校第2部的演習科或講習科。

## 第三次朝鮮教育令
第三次《朝鮮教育令》（昭和13年3月4日勅令第103号）廢除了第二次《朝鮮教育令》的內容。该法于1938年（昭和13年）3月4日公布，並於同年4月1日施行。

### 與第二次教育令的差異
- 關於普通教育，依據小學校令、中學校令、高等女學校令進行規定，將實施普通教育的學校限定為小學校、中學校、高等女學校，並廢止原先教授非國語常用者的普通學校、高等普通學校、女子高等普通學校的名稱（第2條第1項）。但規定朝鮮總督因特殊情況可另行制定特別規定（第2條第2項）。基於此規定的小學校規程（昭和13年朝鮮總督府令第24號）規定，小學校的設置、職員、費用負擔、授業料、管理及監督以及兒童就學不適用小學校令（小學校規程第5條），朝鮮未實施義務教育制度。此外，關於公立小學校，允許收取每月1円以內的授業料（小學校規程第84條第1項）。關於修學期間，暫時根據當地情況，尋常小學校可縮短至4年（小學校規程第12條第1項）。
- 師範學校的修業年限進行變更，男子為7年（普通科5年、演習科2年），女子為6年（普通科4年、演習科2年）。此外，取代特科，可設置尋常科（修業年限：男子5年、女子4年，入學資格：尋常小學校畢業者）。

### 部分修正
- 1941年（昭和16年） 依据国民学校令（昭和16年勅令第254号）的颁布进行部分修订。
  - 將小學校令改為國民學校令，將尋常小學校改為國民學校初等科，將高等小學校改為國民學校高等科。
  - 這時，小學校規程被修訂為國民學校規程（昭和16年朝鮮總督府令第90號），朝鮮語從必修科目變為選修科目，使用諺文的課程被實際上廢除了。
- 1943年（昭和18年）：随着《中等学校令（日语：中等学校令）》 （昭和18年勅令第113号）的颁布，进行了部分修改。
  - 將《中學校令》改為《中等學校令中關於中學校的部分》。
  - 將《高等女學校令》改為《中等學校令中關於高等女學校的部分》。
  - 將《實業學校令》改為《中等學校令中關於實業學校的部分》。
  - 而對於師範學校，則根據《師範教育令中關於師範學校的部分》進行修改並擴充。

## 效力喪失
由日本立法索引（日本國立國會圖書館）指出，其法令已失去效力。 